# バイオレントシューティング
『バイオレントシューティング』（VIOLENT SHOOTING）はタイトーから1986年に稼動開始したアーケードゲーム。ガンシューティングゲームである。筐体は前年に発売された『NYキャプター』を流用したものであり、翌年発売された『オペレーションウルフ』のケーブル連結タイプもこの筐体を流用している。

## ゲームのルール
コインを入れてスタートボタンを押し、ゲームを開始する。筐体に収納している銃を使い、敵が攻撃する前に敵を倒しながら進んで行く。全6ステージ構成。このゲームはループ制になっており、6面をクリアするとまた1面に戻る。

## ステージ構成
ステージは6ステージ構成。1、3、5ステージはスクロール画面パートと、2、4、6ステージは固定画面パートとなる。
- スポット1

高速道路のステージ。
- スポット2

敵の中継地点にされているガソリンスタンドステージ。
- スポット3

地下の道路ステージ。
- スポット4

ゴーストタウンなステージ。ボスは3人兄弟。
- スポット5

砂漠地帯と丸木橋のステージ。
- スポット6

敵の本拠地。ボスは女性で、全身に鎧を装備しているため片手にマシンガン、片手に盾を持っている。ボスに弾を何回も当てると鎧のパーツが取れ、鎧がなくなった時に1発当てるとボスをやっつけるとクリアとなる。

## 消火栓について
ステージの途中にある消火栓を狙い撃ち、ふき出した水で敵をやっつけることも可能。